# Камен Веселинов
Камен Владимиров Веселинов е български учен (машинен инженер) и политик.
Бил е заместник-министър на образованието и науката (2003 – 2005), ректор (2005 – 2011) на Техническия университет в София (ТУС), председател на Патентното ведомство (2011 – 2014, 2015 – 2016).
Роден е в Горна Джумая на 23 февруари 1946 г. Починал е на 29 януари 2021 г.

## Образование
През 1963 – 1969 г. следва и се дипломира за машинен инженер по специалност „Приложна механика“ в Техническия университет в Дрезден, Германска демократична република.
Подготвя и защитава (1974) дисертация на тема „Натоварване на дебелостенни сфери, тънки дискове и дебелостенни тръби при високи температури“ за научна степен „кандидат на техническите науки“ (сега: „доктор“).

## Преподавателска дейност
- Технически университет в Дрезден: асистент (1969 – 1975).
- Технически университет в София, Факултет по транспорт, Катедра „Съпротивление на материалите“: научен сътрудник (1975), доцент (1985), професор (2002).

## Научна дейност
Автор е на изобретение, над 60 научни публикации и 3 учебника в областите: умора на материалите, пълзене на метални конструкции, числени методи в механиката.
Ръководител е на голям брой научни договори и 5 успешно защитили и хабилитирали се докторанти (към 2004); рецензент по ред дисертации и хабилитации в България и чужбина.
Представител е на България в научното сътрудничество в рамките на СИВ в областта на умората на материалите; член на организационни комитети на международни конференции в България и чужбина.
Представител е на ТУ, София или контрактор в ред международни проекти за оценяване на инженерното обучение, университетско управление и развитие на висшето образование.

## Административна дейност
- 1983 – 1984 и 1988 – 1990: заместник-ръководител на Катедра „Съпротивление на материалите“, ТУС
- 1989 – 1992: заместник-декан на Факултета по транспорт, ТУС
- 1990 – 1992: заместник-декан на Факултета за германско инженерно обучение и промишлен мениджмънт, ТУС
- 1992 – 2000: декан на Факултета за германско инженерно обучение и промишлен мениджмънт, ТУС
- юли 2003 – януари 2004: заместник-министър на образованието и науката (отговаря за висшето образование)
- от 2004: заместник-председател на Националния съвет по наука, представител на България в Комитета за научни и технически изследвания на Европейската комисия
- от 12 януари 2005 до 2011: ректор на Техническия университет, София
- от май 2011 до март 2014, от януари 2015 до август 2016: председател на Патентното ведомство

Членство в колективни ръководни органи:
- от 1978: член на Факултетния съвет на ФТ, ТУС
- от 1990: член на Факултетния съвет на ФГИОПМ, ТУС
- от 1995: член на Съвета на Департамента по приложна физика и на Департамента по чуждоезиково обучение и приложна лингвистика, ТУС
- от 2000: член на Академичния съвет на ТУ, София

## Дейност на обществени начала
- Член на редколегията на списание „Машиностроене“ (1998).
- Председател на КС на Фондация „Св. св. Кирил и Методий“ (1999).
- Доверен преподавател в България на германската Фондация „Херберт Квандт“ (1999).